# Cazaci de pe Bug
Armata cazacilor de la Bug (în limbile ucraineană: Бузьке козацьке військо, rusă: Бугское казачье войско) a fost o armată căzăcească care a fost plasată de-a lungul cursului inferior al Bugului. 
Armata cazacilor de pe Bug își are originile în regimentul de cavalerie otomană format din creștini (cazaci nekrasoviți, sârbi, valahi, bulgari și alții). Acest regiment a trecut de partea rușilor la Hotin în 1769, în timpul  războiului ruso-turc din 1768 – 1774). În timpul războiului, efectivele regimentului au fost completate cu soldați de origine ucraineană.

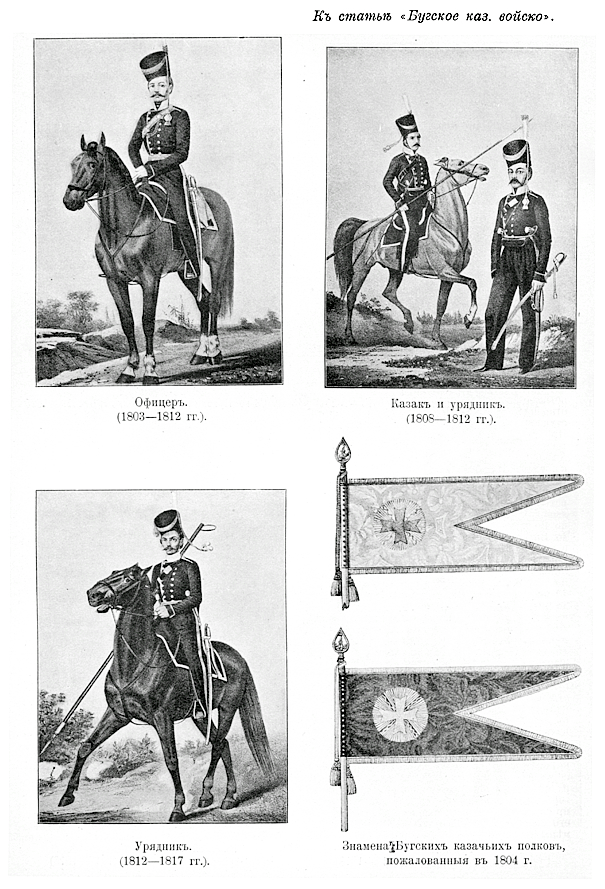
Cazaci de pe Bug

După război, regimentul a fost amplasat pe malurile Bugului Sudic, unde a îndeplinit misiuni de pază a noii frontiere dintre Imperiul Rus și Imperiul Otoman. Centrul administrativ a fost stanița Sokolki, (orașul contemporan Voznesensk din Ucraina).
În timpul războiului ruso-turc din 1787-1792, cazacii de pe Bug au mobilizat trei regimente, care au participat la luptele de la Oceakov, Ismail, Bender, Akkerman și Chilia Nouă. 
Armata cazacilor de pe Bug a fost desființată în 1797, iar membrii ei și-au pierdut calitatea de cazaci, fiind declarați în schimb țărani ai statului. După ce foștii cazaci au trimis numeroase plângeri împăraților Pavel I și Alexandru I, Armata cazacilor de pe Bug a fost reînființată în 1803, având în componență trei regimente (în total 500 de oameni). Noua locație a Armatei a fost zona de frontieră a Nistrului. Armata a primit dreptul să-și completeze efectivele cu refugiați din Balcani. 
În timpul războiului ruso-turc din 1806-1812), cazacii de pe Bug au participat la luptele din Moldova, Țara Românească și Bugeac. Ca urmare a Păcii de la București, semnată la încheierea războiului, frontiera Imperiului Rus s-a mutat pe Prut și Dunăre. Odată cu stabilirea noii granițe s-au extins și zonele pe care trebuiau să le apere cazacii de pe Bug. 
Cazacii de pe Bug au luat parte activ la luptele Războiului patriotic din 1812 din timpul invaziei bonapartiste. După victoria rușilor, cazacii au participat la luptele celei de-a Șasea Coaliții împotriva francezilor, inclusiv la ocuparea Parisului.
În 1817, Armata a fost desființată, iar membrii ei lăsați la vatră în așezări militare, în care locuitorii pierdeau calitatea de cazaci, fiind socotiți „militari de rezervă cu pregătire militară”. Această schimbare a provocat o răscoală în iulie – septembrie 1817. pentru înăbușirea rebeliunii, guvernul țarist a mobilizat peste 10.000 de soldați ai trupelor regulate. Instigatorii la revoltă au fost arestați și condamnați la moarte.
În același an, cazacii rămași au fost mobilizați în patru regimente de cavalerie ușoară („ulani”), care, împreună cu alte două regimente ucrainene, au format Divizia de ulani „Bug”. 